# Kellmünz an der Iller
Kellmünz an der Iller este o comună-târg din districtul  Neu-Ulm, regiunea administrativă Schwaben, landul Bavaria, Germania.

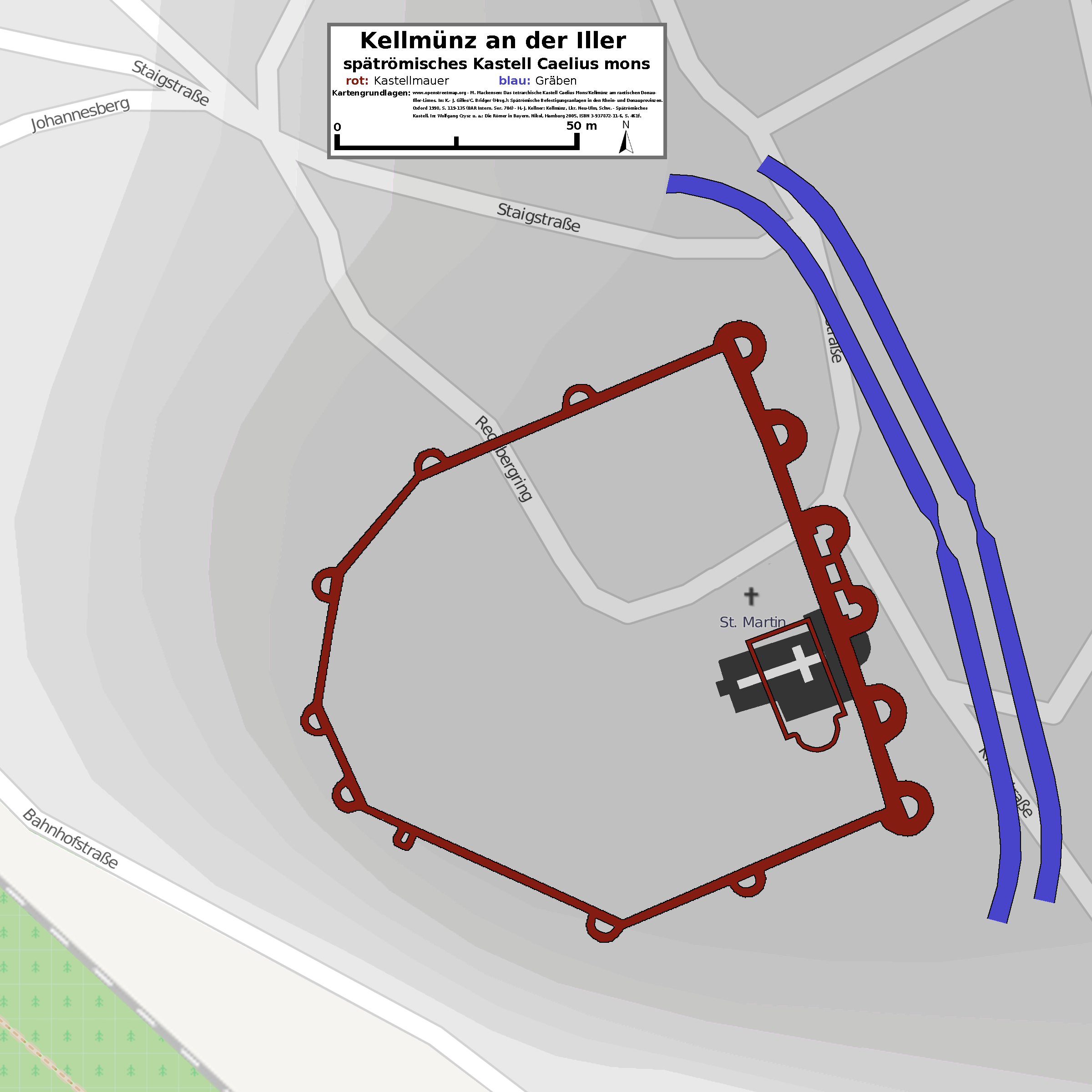
Ruinele castrului roman pe harta localităţii

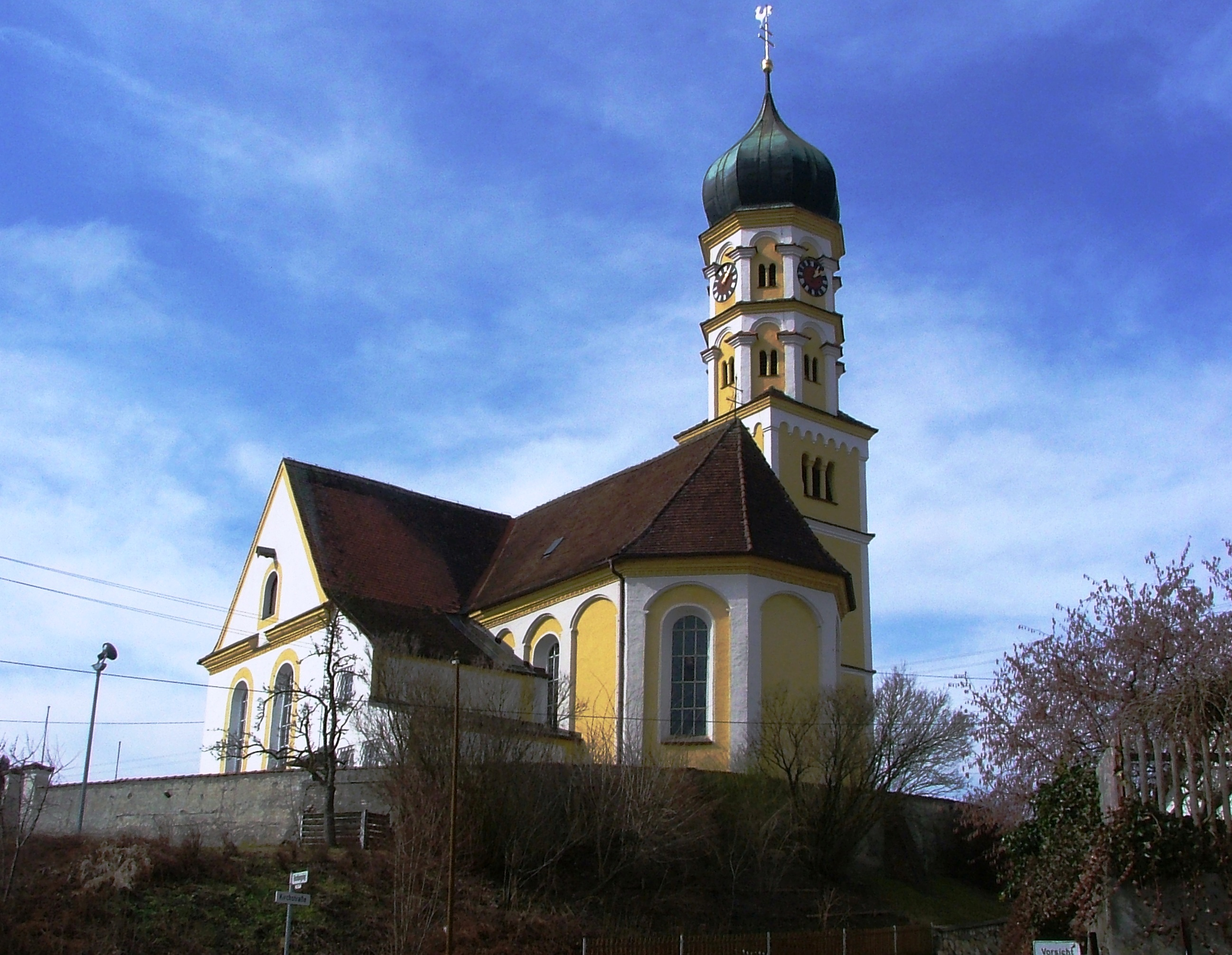
Biserica Sf. Martin din Kellmünz

Pe teritoriul localității s-a aflat castrul roman Caelius Mons. Numele castrului este atestat în Notitia Dignitatum sub numele de Caelius după una din cele șapte coline ale Romei. Ca unitate militară a fost indicată cohors III Herculea Pannoniorum. Castrul a făcut parte din fortificațiile de graniță construite la începutul secolului al IV-lea e.n. între rîurile Rin, Iller și Dunăre. O particularitate a castrului este o clădire de dimensiuni 26m x 14m numită aulă ,pe care a fost construită mai târziu Biserica Sf. Martin. 